# هکر امنیتی
رخنه‌گر امنیتی یا هکر امنیتی (انگلیسی: Security hacker) کسی‌ست که سعی در ایجاد شکاف و اکسپلویت در نقاط ضعف سیستم‌ها یا شبکه‌های کامپیوتری دارد.